# La Ilustración de La Coruña
La Ilustración de La Coruña fue un periódico español editado en La Coruña entre 1860 y 1865.

## Trayectoria
Subtitulado Diario de literatura, mercantil y avisos, apareció a principios de enero de 1860. Cambió su título por Ilustración de la Coruña al mes siguiente para, a partir de 1864, regresar definitivamente al nombre original. Estuvo bajo la dirección sucesiva de Gonzalo Brañas Sánchez-Boado, Eladio Fernández y Domingo Camino. Contenía información local y general, y se preocupó por la llegada del ferrocarril a las tierras de Galicia. Cesó de editarse en 1865. 